# Dalma Iványi
Dalma Iványi, née le  13 mars 1976 à Békéscsaba, est une joueuse hongroise de basket-ball, évoluant au poste de meneuse.

## Biographie
Figurant parmi les meilleures joueuses européennes à son poste de meneuse, elle est l'âme et l'arme maitresse de son club de MiZo Pécs, club qui figure parmi les meilleurs européens avec trois participations au Final four de l'Euroligue.
En 2010, elle réussit une performance rare dans les compétitions avec un triple double (24 points, 11 rebonds et 10 passes décisives) , performance réalisée lors d'un match retour de huitième de finale de l'Euroligue 2010. Cette performance lui vaut d'être nommée women player of the week.
Après une escapade en Turquie en 2012, elle termine sa carrière à Pecs, avec le nouveau club PINKK Pecsi 424 à partir de 2012.
Elle prend sa retraite sportive en mai 2014 sur un dixième titre de championne de Hongrie.

## Club
- ?-1999 : Florida International
- 1999-? : MiZo Pécs ( Hongrie)
- ?-2014 : PINKK Pecsi 424

### WNBA
- 1999- 2000 : Starzz de l'Utah
- 2003 : Mercury de Phoenix
- 2005 : Silver Stars de San Antonio

## Palmarès
- Participation au Final Four de l'Euroligue 2001, 2004, 2005

### Sélection nationale
- Championnat d'Europe
  - Premier tour du Championnat d'Europe 2003 en Grèce
  - Participation au Championnat d'Europe 2001 en France
  - 4e au Championnat d'Europe 1997 en Hongrie
  - Participation au Championnat d'Europe 1995 en République tchèque

### Distinction personnelle
- Meilleure passeuse du Championnat d'Europe 2001